# Великий Городець (Усвятський район)
Великий Городець (рос. Большой Городец) — присілок в Усвятському районі Псковської області Російської Федерації.
Населення становить 6 осіб. Входить до складу муніципального утворення Усвятська волость.

## Історія
Від 2015 року входить до складу муніципального утворення Усвятська волость.

## Населення
| 2001 | 2002 | 2010 |
| ---- | ---- | ---- |
| 12   | ↘8   | ↘6   |